# 佐野勇斗
佐野 勇斗（さの はやと、1998年3月23日 - ）は、日本の俳優、歌手。5人組ボーカルダンスユニットM!LKのメンバー。
愛知県岡崎市出身。スターダストプロモーション制作2部所属。

## 略歴
2012年11月に行われた第25回ジュノン・スーパーボーイ・コンテストで、スターダストプロモーションの関係者の目に留まりスカウトされた。愛知県立岡崎西高等学校在学中の2014年にM!LKのメンバーとなり、2015年2月公開の映画『くちびるに歌を』で俳優デビューし、同年3月にシングル『コーヒーが飲めません』でCDデビューした。大学受験のために半年間M!LKの活動を休業した。2016年3月、高校を卒業し、同年、大学に進学。愛知から上京した。2016年10月から放送されたテレビドラマ『砂の塔〜知りすぎた隣人』で初めて連続ドラマに出演し、その役柄が注目された。
2019年5月、前年3月公開の映画『ちはやふる -結び-』での演技が評価され、第28回日本映画批評家大賞の新人男優賞（南俊子賞）を受賞した。同年6月25日、出身地である愛知県岡崎市の「岡崎観光伝道師」に任命された。
2020年3月、日本テレビ系情報番組『ZIP!』の2020年3月度の金曜パーソナリティを務めた。
2021年11月24日、M!LKとしてシングルCD『Ribbon』でメジャーデビューした。
2023年7月17日、自身初のプロデュースブランドである「G-9」（ガク）の発売を開始した。11月3日、雑誌『日経トレンディ』が選ぶ「2024年 来年の顔」に選出された。

## 人物
趣味は漫画収集、特技はサッカー・空手・書道。M!LKではピンクを担当。メンバーカラーは2019年に実施された「メンバーカラーチェンジ企画」によって「ピーチヒップピンク岡崎」という名称になった（上述の「岡崎観光伝道師」就任と、当時メンバー間での「桃尻」担当というキャラだったことに由来する）。
東海オンエアのてつやの祖母と佐野の祖父は又従兄弟で10親等、元プロ野球選手の河野博文と9親等、俳優の桐谷健太と遠い親戚である。
B'zのファンであることを公言しており、初めて父親と観に行ったライブもB'zであったと述べている。

## 出演
※主演作品は役名を太字で表示

### テレビドラマ
- ドクターカー 第10話（2016年6月16日、日本テレビ） - 板倉智彦 役
- 砂の塔〜知りすぎた隣人（2016年10月14日 - 12月16日、TBS） - 高野和樹 役[24]
- カンナさーん! 第1話・最終話（2017年7月18日・9月19日、TBS） - カフェ店員 役
- トドメの接吻（2018年1月7日 - 3月11日、日本テレビ） - 長谷部寛之 役[25]
- ほんとにあった怖い話 20周年スペシャル「肩の女」（2019年10月12日、フジテレビ） - 立花恵介 役[26]
- FAKE MOTION （日本テレビ） - 主演・高杉律 役
  - FAKE MOTION-卓球の王将-（2020年4月9日 - 5月28日） [27]
  - FAKE MOTION-たったひとつの願い-（2021年1月21日 - 3月11日） [28]
- 俺たちはあぶなくない〜クールにさぼる刑事たち（2020年9月18日 - 11月6日、MBS 他5局） - 主演・世中渡 役[注釈 1][29]
- 竹内涼真の撮休 第3話（2020年11月21日、WOWOWプライム） - 悠真 役[30]
- ドラゴン桜 第2シリーズ（2021年4月25日 - 6月27日、TBS） - 米山圭太 役[31][32]
- TOKYO MER（TBS） - 徳丸元一 役
  - TOKYO MER〜走る緊急救命室〜（2021年7月4日 - 9月12日） [33]
  - TOKYO MER〜隅田川ミッション〜（2023年4月16日）[34]
- 真犯人フラグ（2021年10月10日 - 2022年3月13日、日本テレビ） - 橘一星 役[35]
- 就活タイムカプセル（2022年3月27日、TBS） - 主演・朝井拓真 役[36]
- テッパチ!（2022年7月6日 - 9月14日、フジテレビ） - 馬場良成 役[37][38]
- 沼る。港区女子高生 第3話（2023年3月11日、日本テレビ） - 教師 役[39][40]
- おとなりに銀河（2023年4月3日 - 5月25日、NHK総合） - 主演・久我一郎 役[41]
- トリリオンゲーム（2023年7月14日 - 9月15日、TBS） - 平学（ガク） 役[42][43]
- 連続テレビ小説 おむすび（2024年9月30日 - 2025年3月28日、NHK） - 四ツ木翔也 / 米田翔也 役[44][45]
- マイダイアリー（2024年10月20日 - 12月22日、朝日放送テレビ・テレビ朝日） - 徳永広海 役[46]
- ひとりでしにたい（2025年6月21日 - 8月2日、NHK総合） - 那須田優弥 役[47]
- ちはやふる-めぐり-（2025年7月9日 - 、日本テレビ） - 筑波秋博 役[48]

### バラエティ
- ZIP!（2020年3月6日 - 3月27日、日本テレビ） - 金曜パーソナリティ[13]
- ヒルナンデス!（2020年12月4日 - 2021年1月29日、日本テレビ） - 金曜シーズンレギュラー[49]
- Z STUDIO ひまつぶ荘（2022年4月22日 - 2023年3月23日、日本テレビ） - MC[50]

### その他のテレビ番組
- 近未来創世記 日本を救うヤバイ偉人（2021年11月1日、日本テレビ） - 山舩晃太郎 役[51]
- 第75回NHK紅白歌合戦（2024年12月31日、NHK）- サプライズゲスト[52][注釈 2]

### 配信ドラマ
- 僕だけが17歳の世界で（2020年2月20日 - 4月2日、AbemaTV） - 主演・染谷航太 役[注釈 3][53]
- 賭ケグルイ双（2021年3月26日 - 4月16日、Amazon Prime Video） - 壬生臣葵 役[54]
- かぐや様は告らせたい〜天才たちの恋愛頭脳戦〜 ミニ（2021年6月1日、Amazon Prime Video） - 石上優 役
- 嘘喰い -鞍馬蘭子篇/梶隆臣篇-（2022年2月11日、dTV） - 主演・梶隆臣 役[注釈 4][55]
- 僕の愛しい妖怪ガールフレンド（2024年3月22日、Amazon Prime Video） - 主演・犬飼忠士（ハチ） 役[56]

### 映画
- くちびるに歌を（2015年2月28日公開、アスミック・エース） - 向井ケイスケ 役
- 高台家の人々（2016年6月4日公開、東宝） - 高台光正（少年時代） 役
- ミックス。（2017年10月21日公開、東宝）  - 佐々木優馬 役
- ちはやふる -結び-（2018年3月17日公開、東宝） - 筑波秋博 役
- 羊と鋼の森（2018年6月8日公開、東宝）- 外村雅樹 役
- 青夏 きみに恋した30日（2018年8月1日公開、松竹） - 主演・泉吟蔵 役[注釈 5]
- 3D彼女 リアルガール（2018年9月14日公開、ワーナー・ブラザース映画） - 主演・筒井光 役[注釈 6][57]
- 走れ!T校バスケット部（2018年11月3日公開、東映） - 矢島俊介 役[58]
- 凜-りん-（2019年2月22日公開、KATSU-do） - 主演・野田耕太 役[注釈 7][59]
- 小さな恋のうた（2019年5月24日公開、東映） - 主演・真栄城亮多 役[60]
- かぐや様は告らせたい〜天才たちの恋愛頭脳戦〜（東宝） - 石上優 役
  - かぐや様は告らせたい〜天才たちの恋愛頭脳戦〜（2019年9月6日公開） [61]
  - かぐや様は告らせたい〜天才たちの恋愛頭脳戦〜ファイナル（2021年8月20日公開） [62]
- 嘘喰い（2022年2月11日公開、ワーナー・ブラザース映画） - 梶隆臣 役[63][64]
- 劇場版TOKYO MER〜走る緊急救命室〜（2023年4月28日公開、東宝） - 徳丸元一 役[65][66]
  - 劇場版TOKYO MER〜走る緊急救命室〜南海ミッション（2025年8月1日公開、東宝）[67]
- 六人の嘘つきな大学生（2024年11月22日公開、東宝） - 九賀蒼太 役[68]
- 劇場版 トリリオンゲーム（2025年2月14日公開、東宝） - 平学（ガク） 役[69][70][71]

### 舞台
- 舞台芸術集団地下空港 第16回公演「ポセイドンの牙」（2016年） - 萩原安打尊 役[72]
- 里見八犬伝（2019年10月17日[注釈 8] - 12月8日、東京・なかのZERO 大ホール / 大阪・梅田芸術劇場メインホール / 福岡・福岡サンパレス / 愛知・名古屋文理大学文化フォーラム / 東京凱旋・明治座） - 主演・犬塚信乃 役[74]
- 『アラジン』イン・コンサート（2025年3月1日・2日、横浜アリーナ） - 主演・アラジン 役[75]

### CM
- 青夏 きみに恋した30日 タイアップCM（2018年6月 - ） - 吟蔵 役
  - ブシモ「バンドリ! ガールズバンドパーティ!」[76]
  - Createバイト
  - ロッテ「モナ王」
- ABC-MART「PUMA X-RAY」イメージモデル
- ローラ メルシエ「プティ コレクシオン」アンバサダー[77]
- 興和「キューピーコーワαチャージ」（2022年3月 - ） - 斎藤工と共演[78]
- シースター「BabySmile」（2022年6月 - ） - 大沢あかねと共演[79]
- サンギ「HAP＋R」イメージモデル（2022年7月 - ）[80]
- キリンビバレッジ「午後の紅茶」（2022年12月 - ） - 中条あやみと共演[81]
- ピエール ファーブルジャポン「アベンヌ」（2024年2月 - ）[82]
- ファイントゥデイ「シーブリーズ」（2024年4月 - ） - 畑芽育と共演[83]
- JR東日本「オフピーク定期券」（2024年9月 - ） [84]
- COMP「COMPグミ・COMPパウダー」（2025年7月 - ）[85]

### PV
- まふまふ「それは恋の終わり」（2019年）[86]
- 藤田麻衣子『きみのあした』（2021年）[87]

### その他
- 2020年東京オリンピック 聖火ランナー（2021年4月6日）[88]
- 第33回全日本高等学校女子サッカー選手権大会 応援リーダー（2024年12月11日）[89]

## ディスコグラフィ

### 参加作品
| 発売日        | 商品名         | 歌                   | 楽曲                                                                      | 備考                         |
| ------------- | -------------- | -------------------- | ------------------------------------------------------------------------- | ---------------------------- |
| 2019年5月22日 | 小さな恋のうた | 小さな恋のうたバンド | 「小さな恋のうた」 「あなたに」 「DON'T WORRY BE HAPPY」 「SAYONARA DOL」 | 映画『小さな恋のうた』劇中歌 |

## 書籍

### 写真集
- 1st PHOTO BOOK 佐野勇斗（2018年8月24日、主婦と生活社）[91]ISBN 978-4-39-115239-5
- Here, Now!（2024年7月30日、SDP）[92]ISBN 978-4-910528-49-6

### カレンダー
- 佐野勇斗カレンダー 2018.4-2019.3（2018年2月14日、東京ニュース通信社）
- 佐野勇斗カレンダー 2019.4-2020.3（2019年2月27日、SDP）
- 佐野勇斗カレンダー 2020.4-2021.3（2020年3月23日、SDP）
- 佐野勇斗カレンダー 2021.4-2022.3（2021年3月6日、SDP）
- 佐野勇斗カレンダー 2022.4-2023.3（2022年3月6日、SDP）[93]
- 佐野勇斗カレンダー 2023.4-2024.3（2023年3月1日、SDP）[94]
- 佐野勇斗カレンダー 2024.4-2025.3（2024年1月28日、SDP）[95]
- 佐野勇斗カレンダー 2025.4-2026.3（2025年3月21日、SDP）[96]

## 受賞歴
2018年
- 第28回日本映画批評家大賞 新人男優賞（南俊子賞）（『ちはやふる -結び-』）

2019年
- 第2回スニーカーベストドレッサー賞

2022年
- 2022年2月調査『タレントパワーランキング 』20代俳優部門 パワースコア＆認知度急上昇ランキング 第1位

2023年
- 日経トレンディ「2024年 来年の顔」

### ユニットメンバー
1. ↑  佐野勇斗（Vocal  & Bass）、森永悠希（Drum & Vocal）、山田杏奈（Guitar & Vocal）、眞栄田郷敦（Guitar & Vocal）、鈴木仁（Bass & Vocal）